# Église Saint-Pantaléon de Sergeac
L'église Saint-Pantaléon est une église catholique située à Sergeac, en France.
Elle fait l'objet d'une protection au titre des monuments historiques

## Localisation
L'église est située dans le département français de la Dordogne, sur la commune de Sergeac.

## Historique
Une église est mentionnée à Sergeac en 1053 sous le vocable de Sainte-Marie dans une bulle du pape Eugène III. L'église de Sergeac est aujourd'hui dédiée à saint Pantaléon.
Sergeac a été un des principaux établissements de l'ordre du Temple en Sarladais. L'église a le plan habituel de celles de cet ordre. Après la suppression de l'ordre du Temple, les biens de la commanderie des Templiers sont passés aux Hospitaliers de l'ordre de Saint-Jean de Jérusalem en 1312. L'établissement de Sergeac a dépendu de la commanderie de Condat. Devenus biens nationaux en 1789, les biens du commandeur de Condat ont été vendus le 25 avril 1793 à Antoine Ferregaudie pour 3 125 francs.
Anatole de Rouméjoux a supposé que l'église date du milieu du XIe siècle, un peu avant la bulle d'Eugène III. Pour Maxime Danney, l'église semble remonter au XIIe siècle.
Les Templiers se sont établis à Sergeac avant d'y créer une commanderie en 1275. En 1280, Hélie Ier de Rudel, sire de Pons, seigneur de Bergerac et de Montignac, a vendu à frère Géraud Lavergne, précepteur des maisons du Temple dans le diocèse de Périgueux, tous les revenus, produits, communs et autres devoirs qu'il avait dans le bourg de Sergeac.
L'église a été fortifiée et surélevée pendant la guerre de Cent Ans au XIVe siècle pour servir de refuge, la façade est du chevet a été renforcée par un épais contre-mur et le clocher-mur barlong a été érigé.
La tradition rapporte que la commanderie de Sergeac a pris une part active aux combats contre les comtes de Périgord Archambaud V et Archambaud VI qui avaient pris le parti du roi d'Angleterre. Une chapelle dédiée à saint Pierre a été ajoutée sur le côté nord du chœur, au XVe siècle.
La nef a été ruinée pendant les guerres de Religion et reconstruite au XVIIe siècle en réutilisant les restes du portail ouest. Le marché de cette reconstruction a été passé devant le notaire royal par les syndics communaux le 10 novembre 1647. Les travaux ont été exécutés par deux maîtres maçons locaux, la quittance définitive des ouvrages portant la date du 1er mai 1651. La voûte de la nef a été remplacée par un plafond horizontal.
L'édifice est classé au titre des monuments historiques le 4 octobre 1929.

## Galerie

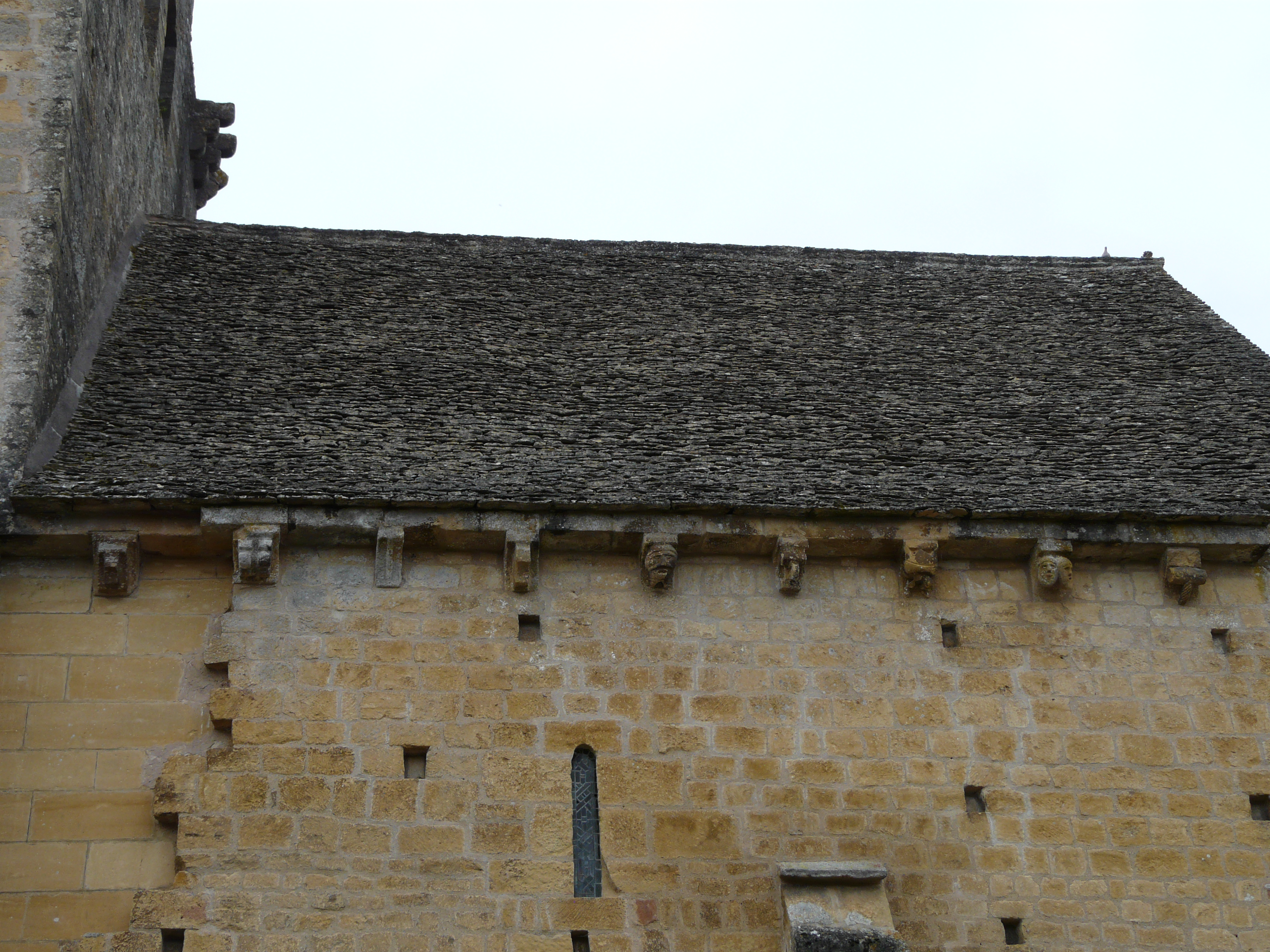
Toit en lauze et modillons sculptés.
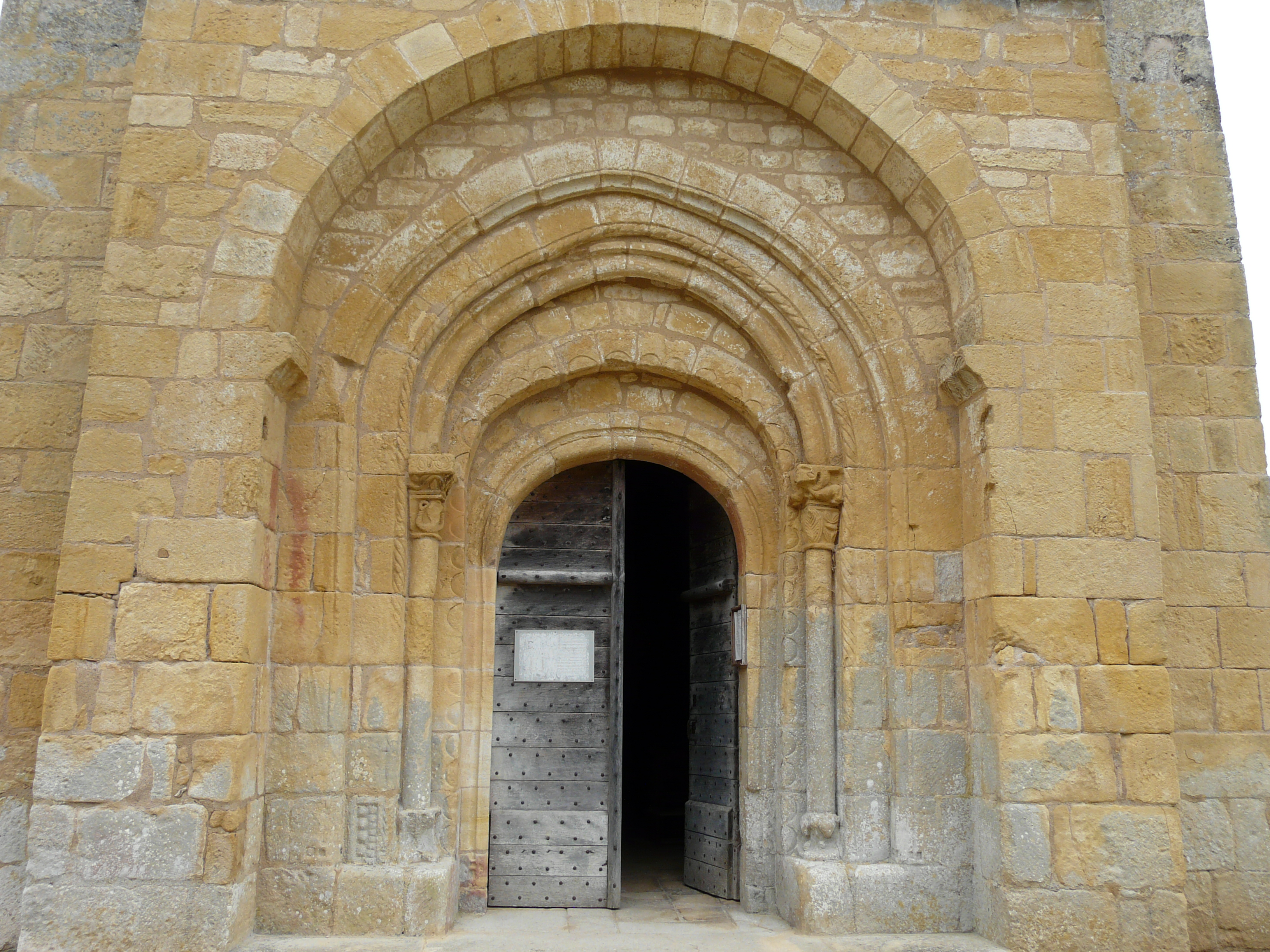
Le portail.
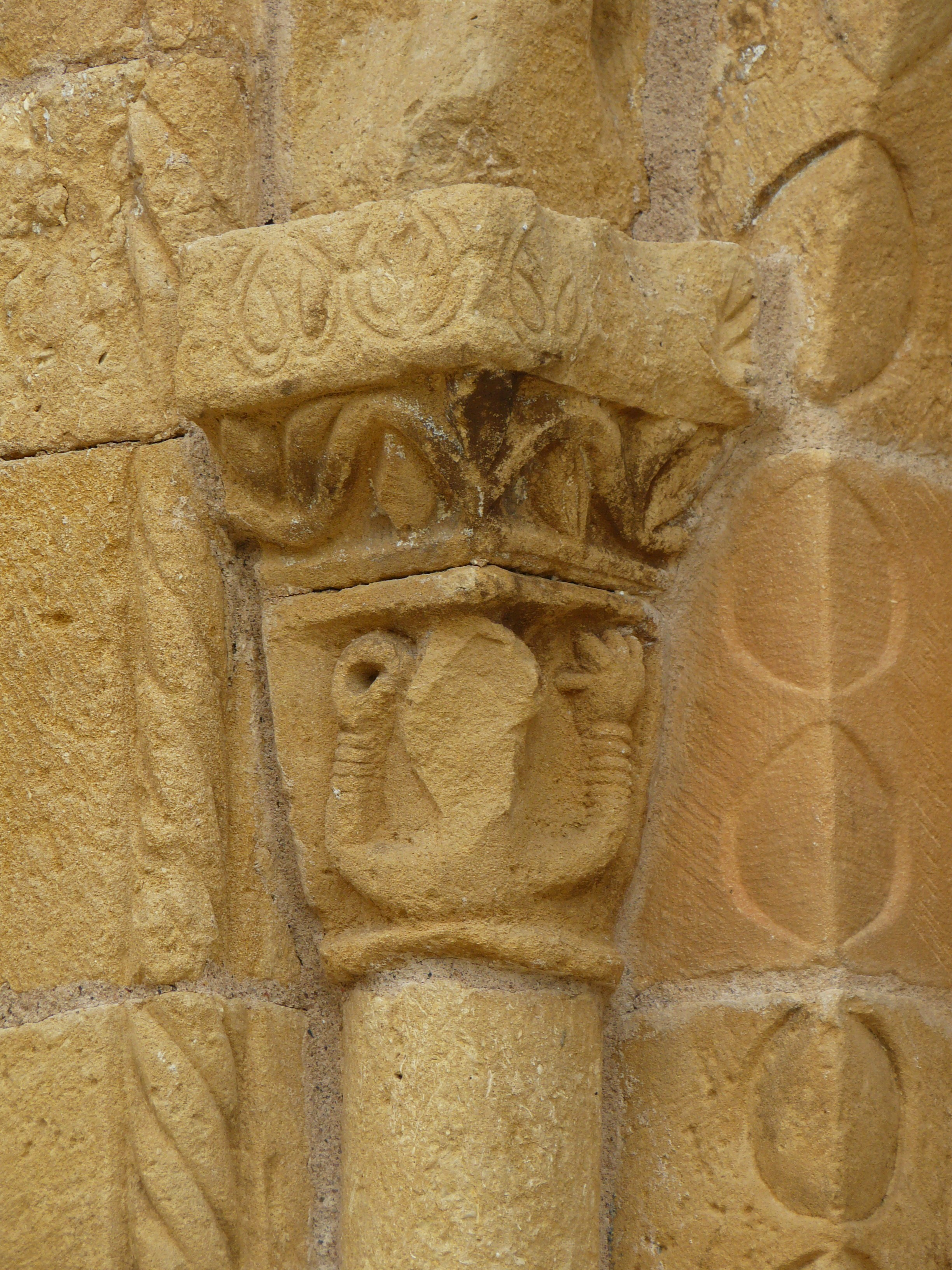
Chapiteau du portail.
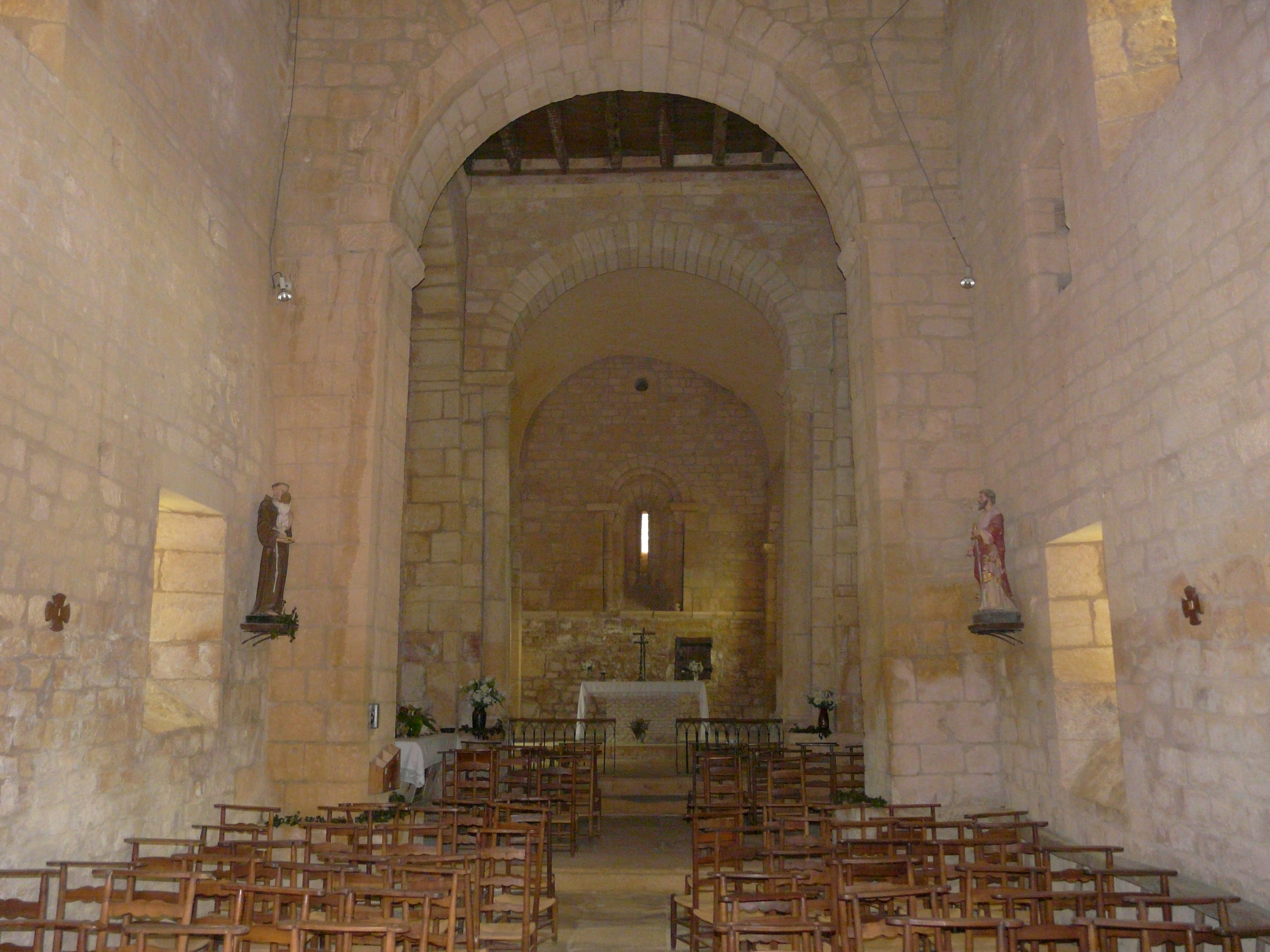
La nef.
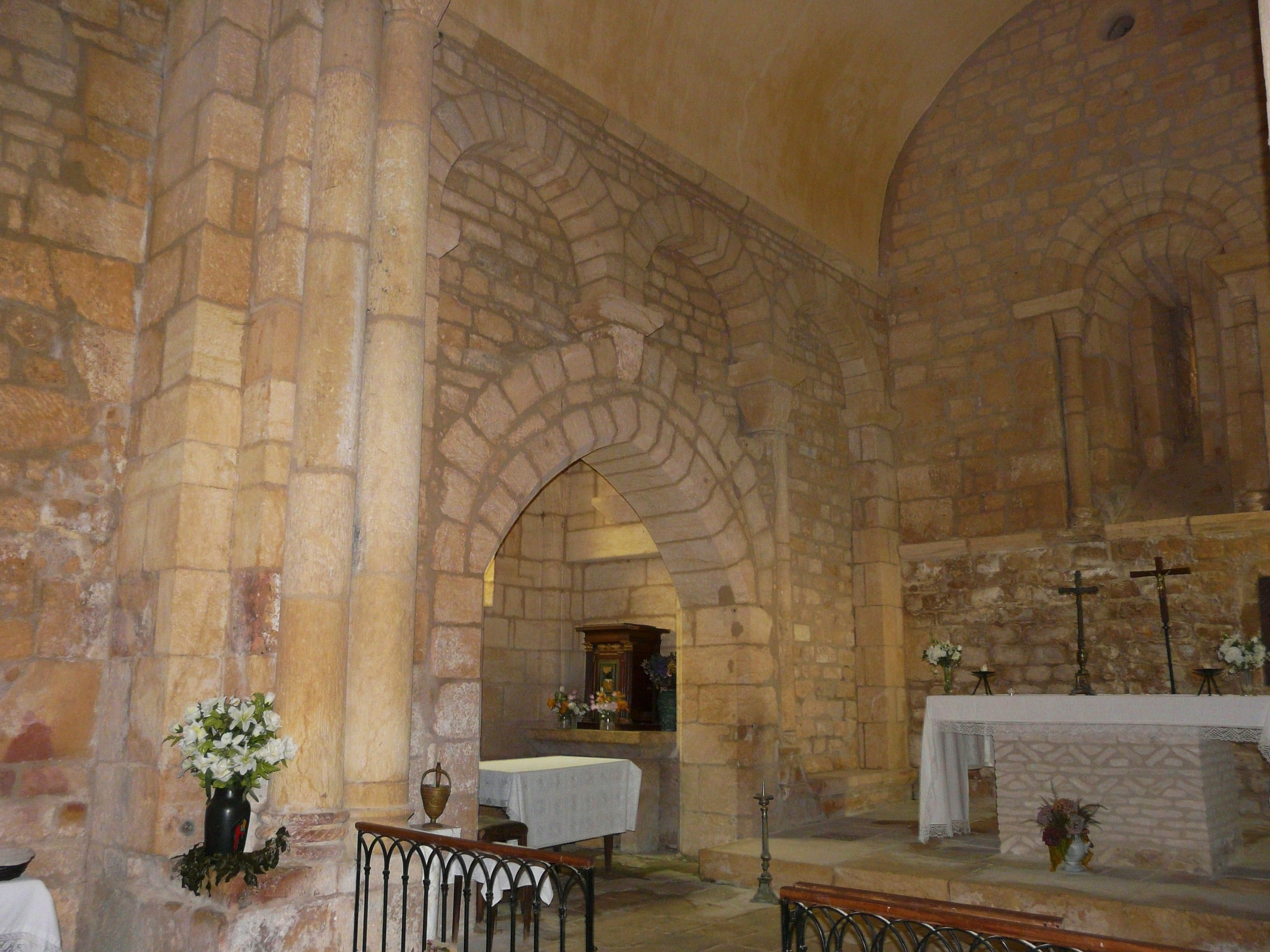
Le chœur.